# ماريين هيل
ماريين هيل (Marian hill) ثنائي موسيقى وكاتب أغاني أمريكي من فيلاديلفيا وتتكون من كل من «جيرمي لويد» (بالإنجليزية: Jeremy Lloyd)‏ والمؤدية الصوتية «سمانثا غونغول» (بالإنجليزية: Samantha gongol)‏ .أطلق الفريق أولي ألبوماتهم في سنة 2013 وغلب الألبوم أن ذاك طابع الجاز (بالإنجليزية: jazz)‏ .كانت البداية التلفزيونية للفريق إثر حضورهم للبرنامج الأمريكي الشهير «العرض المتأخر، المتأخر» (بالإنجليزية: the late late show)‏ الذي يقدمه جيمس كوردن.في سنة 2015 تم إطلاق ألبومهم الجديد الذي حمل عنوان «وقت واحد» (بالإنجليزية: one time)‏ ودخل تصنيف أحسن 40 أغنية تبث علي الراديو في الولايات المتحدة الأمريكية (بالإنجليزية: radio alternative chats)‏ .صدرت أغنيتهم «سقوط» (بالإنجليزية: down)‏سنة 2017 ولاقت نقدا إيجابيا في العموم وإستخدمتها شركة آي فون للدعاية لأحد أجهزتها الجديدة.

## وصلات خارجية
- ماريين هيل على موقع IMDb (الإنجليزية)
- ماريين هيل على موقع ميوزك برينز (الإنجليزية)
- ماريين هيل على موقع أول ميوزيك (الإنجليزية)
- ماريين هيل على موقع ديسكوغز (الإنجليزية)

الموقع الرسمي